# The Spacewalker
Pour plus de détails, voir Fiche technique et Distribution.
The Spacewalker ou Spacewalker au Québec (russe : Время Первых, Vremia Pervykh, litt. « Le temps des premiers ») est un film russe réalisé par Dmitri Kisseliov (ru), sorti 2017.
Il s'agit du portrait d'Alexeï Leonov, le premier homme à effectuer une sortie dans l'espace, qui, lui-même, sert de consultant pendant le tournage. Il obtient des critiques très positives en Russie et est premier du box-office russe 2017 durant sa première semaine d'exploitation, avec 2,64 millions de dollars de recettes.

## Synopsis
Dans les années 1960, durant la guerre froide et la course à l'espace, l'URSS a déjà envoyé un homme dans l'espace et prévoit cette fois de franchir une nouvelle étape : effectuer la première sortie de l'Homme dans l'espace. Les pilotes de l'armée Pavel Beliaïev et Alexeï Leonov sont sélectionnés pour cette mission mais ils devront affronter de nombreux obstacles et dangers.

## Fiche technique
Sauf indication contraire, les informations mentionnées dans cette section peuvent être confirmées par la base de données cinématographiques IMDb,  présente dans la section « Liens externes ».
- Titre original : Время Первых
- Titre français : The Spacewalker
- Titre québécois : Spacewalker
- Réalisation : Dmitri Kisseliov (ru)
- Scénario : Iouri Korotkov, Sergueï Kaloujanov et Oleg Pogodine
- Musique : Iouri Poteïenko et Aleksandr Vartanov
- Photographie : Vladimir Bashta
- Montage : Anton Anisimov, Nikolai Bulygin, Alexey Kumakshin et Andrey Shu
- Production : Sergueï Ageïev, Timour Bekmambetov, Aleksandr Gorokhov et Evgueni Mironov
- Production déléguée : Alexey Borisov
- Société de production : Bazelevs
- Sociétés de distribution : ? ; AB Vidéo (France, DVD)
- Pays de production :  Russie
- Langue originale : russe
- Format : couleur - 2,35:1 - son Dolby Digital
- Genre : drame historique
- Durée : 137 minutes
- Dates de sortie :
  - Russie : 6 avril 2017
  - France : 28 novembre 2018 (DVD)

## Distribution
- Evgueni Mironov (VF : Philippe Allard) : Alexeï Leonov (cosmonaute)
- Constantin Khabenski (VF : Didier Colfs) : Pavel Beliaïev (commandant de Voskhod 2)
- Vladimir Iline (VF : Benoît van Dorslaer) :  Sergueï Korolev (ingénieur en chef)
- Anatoli Kotenev (VF : Michel de Warzée) : Nikolaï Kamanine (lieutenant-général)
- Sergej Batalov : Arkhip Leonov (père de Leonov)
- Alexandra Oursouliak : Svetlana Leonova (femme de Leonov)
- Marta Timofeeva : Vika Leonova (fille de Leonov)
- Elena Panova : Tatiana Beliaïeva (femme de Beliaïev)
- Alexeï Morozov : Guerman Titov (cosmonaute)
- Vladimir Maliouguine : Valeri Bykovski (cosmonaute)
- Alexandre Novine : Ievgueni Khrounov (cosmonaute)
- Gennady Smirnov : Konstantin Feoktistov (cosmonaute)
- Valery Grishko (VF : Alexandre von Sivers) : Leonid Brejnev (Président du præsidium du Soviet suprême de l'URSS)
- Iouri Itskov (VF : Patrick Waleffe) : Boris Tchertok (ingénieur)
- Iouri Nifontov (VF : Daniel Nicodème) : Boris Rauschenbach (physicien mécanique)
- Alexandre Iline : Vladimir Markelov (pilote d'hélicoptère)
- Avangard Leontiev : Youri Levitan (présentateur radio)
- Saveliy Kudryashov : Alexei Leonov enfant

Source : version française (VF) d'après le carton de doublage

## Production
Le tournage se termine fin 2016. Initialement Sergueï Bodrov doit réaliser le film, mais c'est Iouri Bykov qui commence la réalisation. Ses premiers essais ne satisfaisant pas la production, il est écarté par Timour Bekmambetov et Evgueni Mironov, puis remplacé par Dmitri Kisseliov.

## Accueil

### Critiques
Le film reçoit des critiques élogieuses des médias russes. Sur les sites Megacritic et Kritikanstvo, il ne reçoit aucune critique négative et obtient la note globale de 7,5/10. La plupart des médias russes, comme Argoumenty i Fakty, Film.ru, Rossiyskaya Gazeta, InterMedia, Kommersant et Nezavissimaïa Gazeta, entre autres, font l'éloge du film pour le jeu de ses acteurs, sa réalisation, ses effets spéciaux et son patriotisme, tandis que TimeOut et Novaïa Gazeta, entre autres, lui donnent des critiques médiocres. De nombreux commentaires comparent le film à Apollo 13.

### Box-office
The Spacewalker totalise 145 millions de roubles durant son week-end d'ouverture, en dessous des attentes espérées. Ce succès moyen est attribué à une mauvaise campagne de promotion. Cependant, son second week-end est très bon avec une simple baisse de 15 % des recettes à 124 millions roubles en raison d'un bon bouche-à-oreille. Le 9 mai, le film totalise en Russie 555,63 millions de roubles pour un budget de 400 millions.

## Distinctions

### Récompenses
- 16e cérémonie des Aigles d'or[15] :
  - Meilleur acteur
  - Meilleur acteur dans un second rôle
  - Meilleure musique
  - Meilleurs effets spéciaux.